# Carla Couto
Carla Sofia Basilio Couto (* 12. April 1974 in Lissabon) ist eine ehemalige portugiesische Fußballnationalspielerin und war bis zum 13. Juli 2022 Rekordnationalspielerin ihres Landes.

## Karriere

### Verein
Couto spielte bereits mit 16 Jahren für Sporting Lissabon. Es folgten verschiedene Stationen in Portugal sowie Abstecher nach China und Italien. Ihre erfolgreichste Zeit hatte sie bei SU 1º Dezembro, wo sie insgesamt elfmal die portugiesische Meisterschaft und sechsmal den Pokal gewann. Im UEFA Women’s Cup und der UEFA Women’s Champions League scheiterten die Portugiesinnen aber regelmäßig in der ersten Runde, so in der Saison 2003/04 am 1. FFC Frankfurt. 2014 beendete sie ihre Karriere bei Valadares Gaia.

### Nationalmannschaft
Couto bestritt am 11. November 1993 mit 19 Jahren ihr erstes Länderspiel beim 0:3 gegen Schweden, das aber vom schwedischen Verband und der FIFA nicht gezählt wird. Ihr erstes Länderspieltor erzielte sie am 20. März 1994 im Spiel um Platz 5 des erstmals ausgetragenen Algarve-Cups gegen Finnland. Am 18. Juni 2006 bestritt sie beim Spiel gegen Island in der Qualifikation für die WM 2007 als erste Portugiesin ihr 100. Länderspiel. Vier Jahre später überbot sie am 23. Juni 2010 mit ihrem 128. Länderspiel den portugiesischen Rekord ihres männlichen Kollegen Luís Figo. Ihr 145. und letztes Länderspiel bestritt sie eine Woche vor ihrem 38. Geburtstag am 5. April 2012 im Rahmen der Qualifikation für die EM 2013 gegen Österreich. Couto konnte sich mit der Nationalmannschaft nie für ein großes Fußballturnier qualifizieren und kam damit im Vergleich zu anderen Spielerinnen, die eine vergleichbare Zeit für ihr Land spielten auf "nur" 145 Länderspiele. Sie nahm mit ihrer Mannschaft aber regelmäßig – außer in den Jahren 2000, 2006 und 2007 – am Algarve-Cup teil und war mit 19 Toren bis 2014 zusammen mit Abby Wambach Rekordtorschützin des Turniers, dann erzielte Wambach 2014 zwei weitere Tore. Insgesamt bestritt sie 60 Spiele beim Algarve-Cup. Nach dem Karriereende wurde Couto Botschafterin der Frauennationalmannschaft.
Ihr Rekord von 145 Länderspielen wurde erst zehn Jahre nach ihrem letzten Länderspiel von Ana Borges am 13. Juli 2022 beim EM-Gruppenspiel gegen die Niederlande überboten.

## Erfolge
- Portugiesischer Meister 2000 und 2002 bis 2011
- Portugiesischer Pokalsieger 2004, 2006, 2007, 2008, 2010, 2011